# Jennifer Walcott
Jennifer Walcott (Youngstown, Ohio, 5 de agosto de 1977) es una modelo y actriz estadounidense que fue playmate de agosto de 2001 de la revista playboy. Además de su aparición en la revista también lo hizo en varios videos playboy y ediciones especiales de la revista.
Walcott está casada con el jugador de la NFL Adam Archuleta. Viven en  y tuvieron su primer hijo, Jett James Archuleta, el 10 de abril de 2008.